# Православие в Албании
Православие в Албании — одна из трёх крупнейших конфессий современной республики Албания. Православие исповедует около 10 % населения Албании. Раннее христианство пришло на территорию современной Албании в римскую эпоху. Византийский обряд в целом был первой и преобладающей формой христианства среди албанских племён в V-XV веках, когда они испытали на себе как сильное влияние Византийской империи, так и соседних славянских племён, расселившихся на её территории и усвоивших православие. После первого падения Константинополя в 1204 году от ударов крестоносцев, Албанское побережье попадает в зону влияния католической Венеции. Католичество начинает конкурировать с православием особенно сильно в северных и прибрежных регионах страны, ещё с античных времён ориентированных на торговлю с Италией и Далмацией.

## История
Религиозным расколом в средневековой Албании, так же как и в соседней Боснии и Герцеговине, умело воспользовалась расширяющая свои владения Османская империя. В XV—XIX веках большинство албанцев впервые за свою историю объединились политически, территориально и экономически под знамёнами ислама. В обмен на переход в ислам турецкие султаны сделали албанцев опорой своей власти на Балканах. Несмотря на то, что в зените Османской империи на Балканах ислам исповедовали до 80 % албанцев, его реальное проникновение в жизнь албанского общества оставалось и остаётся под вопросом. В целом, ислам в Албании рассматривался как средство продвижения по карьерной лестнице в условиях новой власти. Православие и католичество продолжали тайно исповедоваться на протяжении всего османского периода. Более того, большинство албанцев-арнаутов, расселённых османами в греческих землях к югу, продолжали придерживаться православия и постепенно вошли в состав греческого народа после обретения им независимости в 1830 году. Часть православных албанцев (арбереши) не смирилась с турецким режимом и переселилась в Южную Италию, долгое время поддерживая давние православные традиции на юге этой страны, хотя со временем большинство их потомков постепенно перешло в католичество. Также, после обретения Албанией независимости в 1912 году, в стране началось усиление влияния Италии, что опять привело к росту популярности католичества, как правило за счёт ислама. Запрет на любое вероисповедание в социалистической Албании 1964—1989 годов привёл к распространению атеизма и агностицизма. В современной Албании в целом наблюдается тенденция к большей европеизации населения в связи со стремлением к вступлению в ЕС. Также усиливается экономическая интеграция с Италией и, особенно, с Грецией, где проживают многочисленные экономические иммигранты из Албании. Албанцы традиционно хорошо владеют греческим языком. Всё это приводит к усилению роли христианских вероисповеданий в стране. Однако, среди албанского населения Косово и, в меньшей степени, Македонии, наблюдается обратная тенденция из-за этнического конфликта со славянами.

## Современные опросы
По данным переписи населения 2011 года религиозные предпочтения граждан современной республики Албания распределяются следующим образом:
| Религия                                           | Население                           | %                          |
| ------------------------------------------------- | ----------------------------------- | -------------------------- |
| Ислам Мусульмане Бекташи                          | 1 646 236 1 587 608 58 628          | 58,79 56,70 2,09           |
| Христиане Католики Православие Евангелисты Другие | 475 629 280 921 188 992 3 797 1 919 | 16,99 10,03 6,75 0,14 0,07 |
| Aтеисты                                           | 69 995                              | 2,50                       |
| Предпочли не отвечать                             | 386 024                             | 13,79                      |
| Верующие без религии                              | 153 630                             | 5,49                       |
| Не указано                                        | 68 022                              | 2,43                       |